# Best Hits歌謠祭
BEST HITS歌謠祭（日語：ベストヒット歌謡祭）读卖电视台主办，由日本电视台於2003年開始每年在11月中旬採現場直播的大型音樂節目。2012年之後取消獎項設置。

## 節目歷史
- 節目前身為1968年開始播出的人气深夜节目《11PM》中的「夜晚唱片大奖」單元。 1970年到2000年以「全日本有線放送大獎」为标题獨立出該節目。 2001年至2002年更名為「ALL JAPAN點播獎」。2003年後變更為現在的名稱「BEST HIT歌謠祭」。
- 當時为了与名字相近的「日本有線大獎」做区分，將「日本有線大獎」通稱為「東京有線大獎」；將「全日本有線放送大獎」通稱為「大阪有線大獎」。
- 最初是延用兩個前身獎項的評獎標準，以USEN有線放送的歌曲的年度點播量為標準。2007年後開始引入了Oricon公信榜統計的唱片銷售情況、卡拉OK點唱量和觀眾的互聯網投票等數據綜合評定。獲獎名單於每年11月最後的星期四直播公佈。
- 2011年，首次所有獎項均「懸空」，考量到當年發生了東日本大震災，引致非常嚴重的傷亡，為了表示對傷亡者的尊重，決定當年不頒發任何獎項。2012年起，主辦單位認為「音樂表現已變得更加多樣化，用傳統的基準去審査歌手和歌曲的優劣並不合適」，宣佈取消所有獎項頒發，改以純演唱會的形式繼續舉辦。[1]
- 2020年，受到冠状病毒病疫情的影响而停止举办一屆。

## 播出資訊
| 日期           | 主持                       | 會場           |
| -------------- | -------------------------- | -------------- |
| 2003年11月29日 | 堺正章、藤原紀香           | 大阪城音樂廳   |
| 2004年11月27日 | 堺正章、藤原紀香           | Festival Hall  |
| 2005年11月21日 | 堺正章、藤原紀香、三浦隆志 | Festival Hall  |
| 2006年11月20日 | 堺正章、藤原紀香、三浦隆志 | 神戶世界紀念堂 |
| 2007年11月26日 | 堺正章、藤原紀香、三浦隆志 | Festival Hall  |
| 2008年11月27日 | 堺正章、藤原紀香、三浦隆志 | 大阪城音樂廳   |
| 2009年11月26日 | 宮根誠司、瑛士、西山茉希   | 神戶世界紀念堂 |
| 2010年11月25日 | 宮根誠司、瑛士、西山茉希   | 神戶世界紀念堂 |
| 2011年11月24日 | 宮根誠司、瑛士、西山茉希   | 神戶世界紀念堂 |
| 2012年11月22日 | 宮根誠司、瑛士、西山茉希   | 神戶世界紀念堂 |
| 2013年11月21日 | 宮根誠司、瑛士             | 大阪城音樂廳   |
| 2014年11月20日 | 宮根誠司、瑛士             | Festival Hall  |
| 2015年11月19日 | 宮根誠司、瑛士、西山茉希   | Festival Hall  |
| 2016年11月17日 | 宮根誠司、瑛士、西山茉希   | Festival Hall  |
| 2017年11月15日 | 宮根誠司、瑛士、橋本愛實   | Festival Hall  |
| 2018年11月15日 | 宮根誠司、橋本愛實         | 大阪城音樂廳   |
| 2019年11月13日 | 宮根誠司、橋本愛實         | 大阪城音樂廳   |
| 2021年11月11日 | 宮根誠司、瑛士             | Festival Hall  |
| 2022年11月10日 | 宮根誠司、瑛士             | Festival Hall  |
| 2023年11月16日 | 宮根誠司、瑛士             | 大阪城音樂廳   |

## 獎項設置
- 大獎
- 最優秀新人獎
- 金曲藝人獎（10個名額以上）
- 新人獎（2－3個名額，但2007年有6個名額）
- 吉田正獎
- 流行樂部門大獎
- 演歌、歌謠曲部門大獎

2003年－2007年期間，大獎分為流行樂部門大獎和演歌、歌謠曲部門大獎。2008年後取消兩部門制。

## 歷屆大獎獲得者
| 年份   | 大獎     | 大獎         | 最優秀新人獎 |
| 年份   | 流行樂   | 演歌、歌謠曲 | 最優秀新人獎 |
| ------ | -------- | ------------ | ------------ |
| 2003年 | 濱崎步   | 冰川清志     | 一青窈       |
| 2004年 | EXILE    | 冰川清志     | 大塚愛       |
| 2005年 | EXILE    | 冰川清志     | 伊藤由奈     |
| 2006年 | 倖田來未 | 水森香織     | WaT          |
| 2007年 | 倖田來未 | 水森香織     | RSP          |
| 2008年 | EXILE    | EXILE        | JERO         |
| 2009年 | EXILE    | EXILE        | 遊助         |
| 2010年 | EXILE    | EXILE        |              |

- 獲得大獎次數最多的是放浪兄弟EXILE（5次） ，也是包括兩個前身獎項在內獲得大獎次數最多者。
- 所有大獎獲得者（兩部門制時期通算流行樂部門大獎）均為愛貝克思所屬的歌手，包括兩個前身獎項在內，已經是自2000年以來，連續11年由愛貝克思所屬歌手獲得。
- 2010年沒有頒發新人獎，是新人獎創設35年來首次沒頒發。而當年日本有線大獎雖然有兩組新人獎的獲獎者，但同樣沒有頒發最優秀新人獎。
- 2011年因發生東日本大地震而自肅，不評定大獎和最優秀新人獎。
- 2012年起停頒所有獎項。

## 關聯項目
- 全日本有線放送大獎
- ALL JAPAN點播獎

## 外部連結
- 官方網站 （页面存档备份，存于）